# Bandja
Bandja est une commune du Cameroun située dans le département du Haut-Nkam dans la région de l'Ouest.

## Population
Lors du recensement de 2005, la commune comptait 30 931 habitants, dont 6 167 pour Bandja Ville.

## Structure administrative de la commune
Outre Bandja proprement dit, la commune comprend les villages suivants  :
- Babouantou
- Fondanti
- Fondjomekwet
- Fotouni

## Culture et traditions

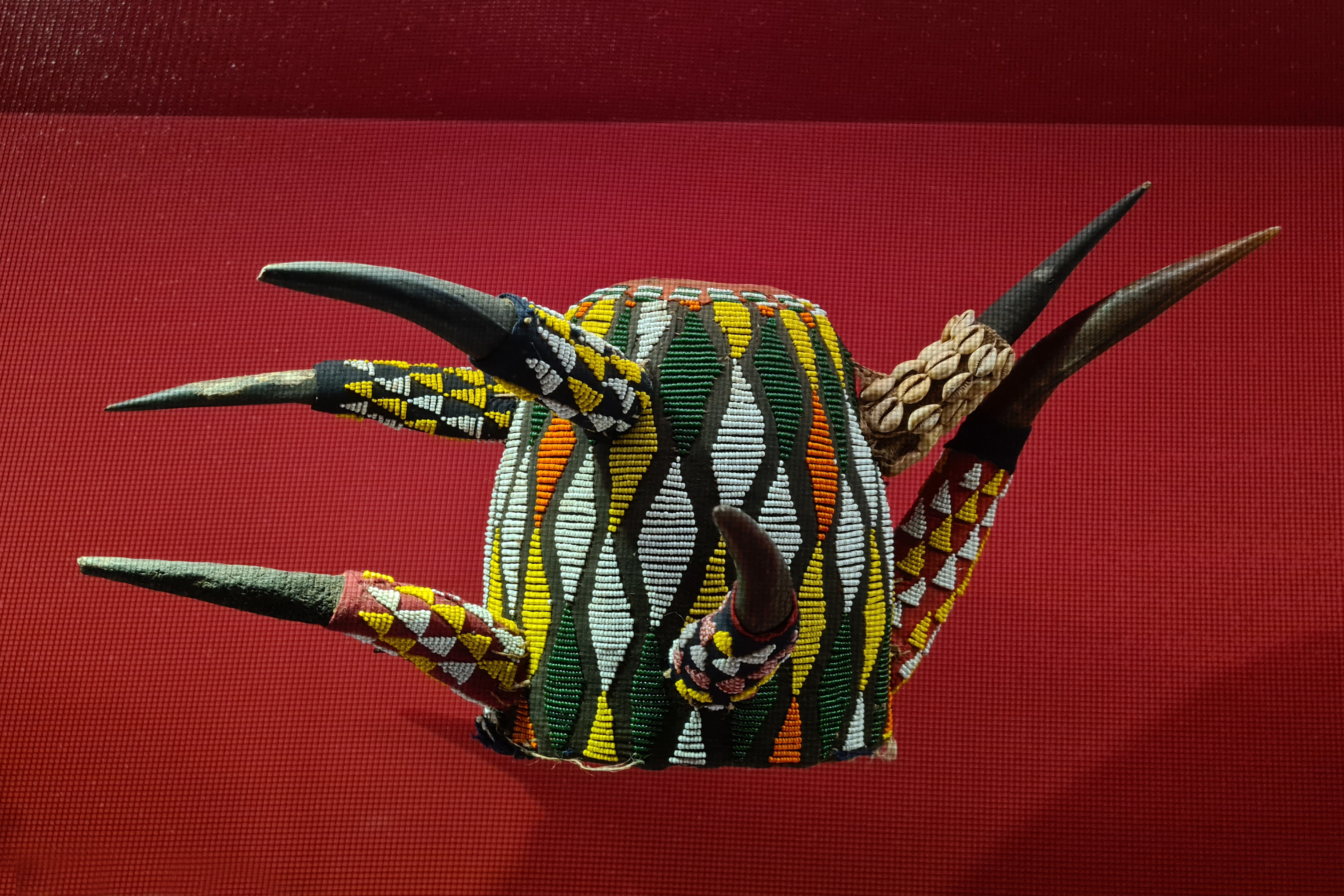
Couvre-chef komji.
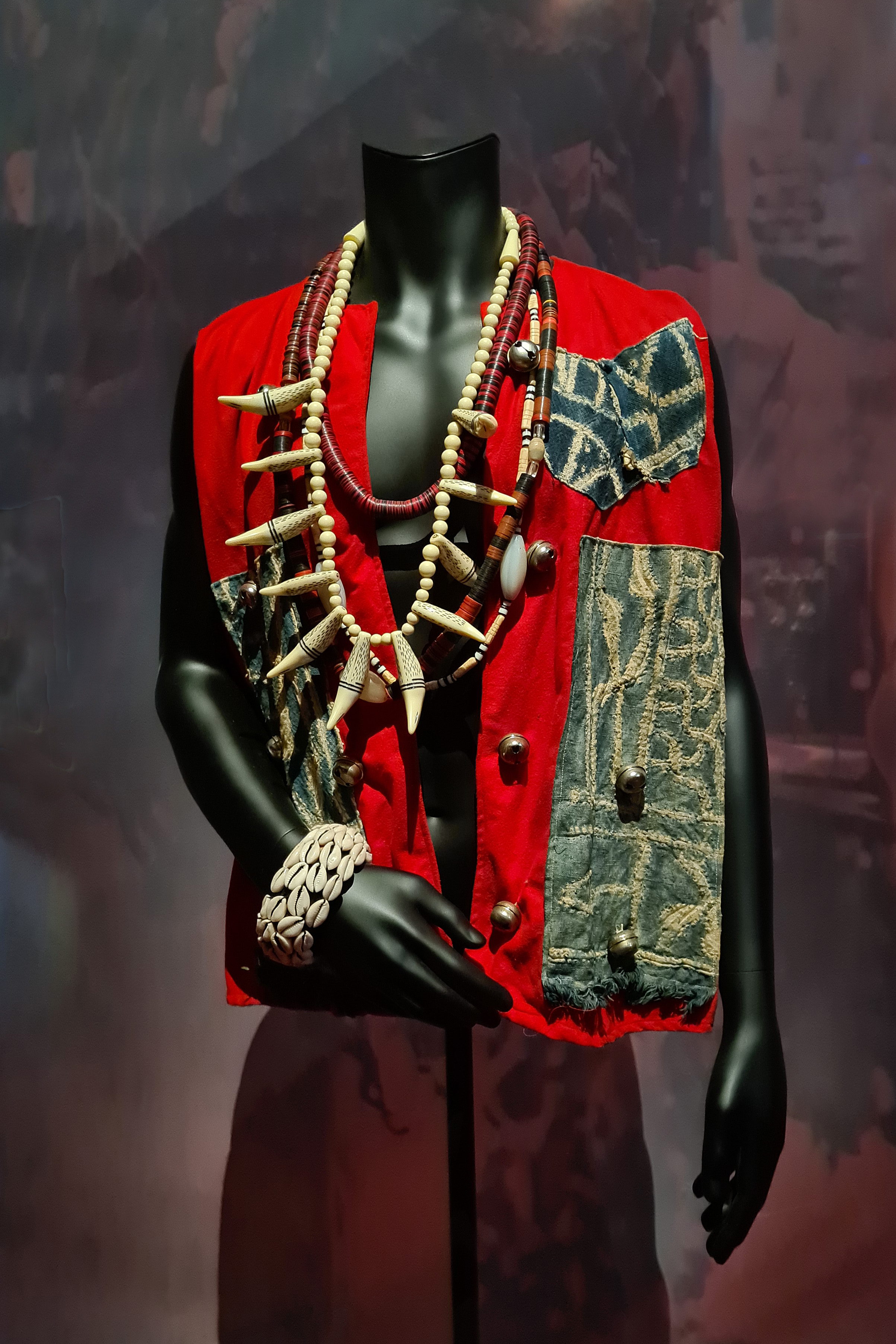
Costume du Kun'gang.
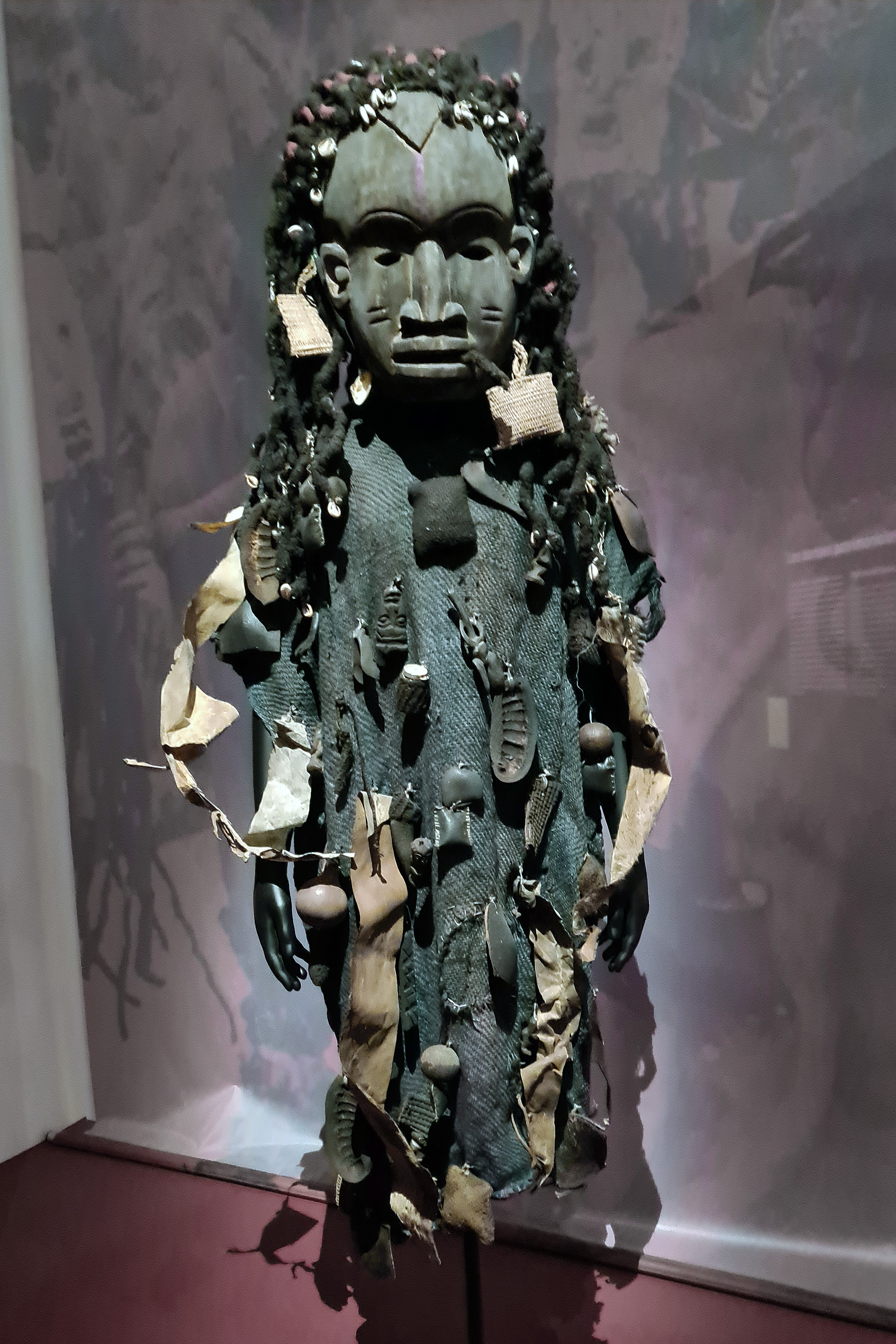
Masque du Kun'gang.
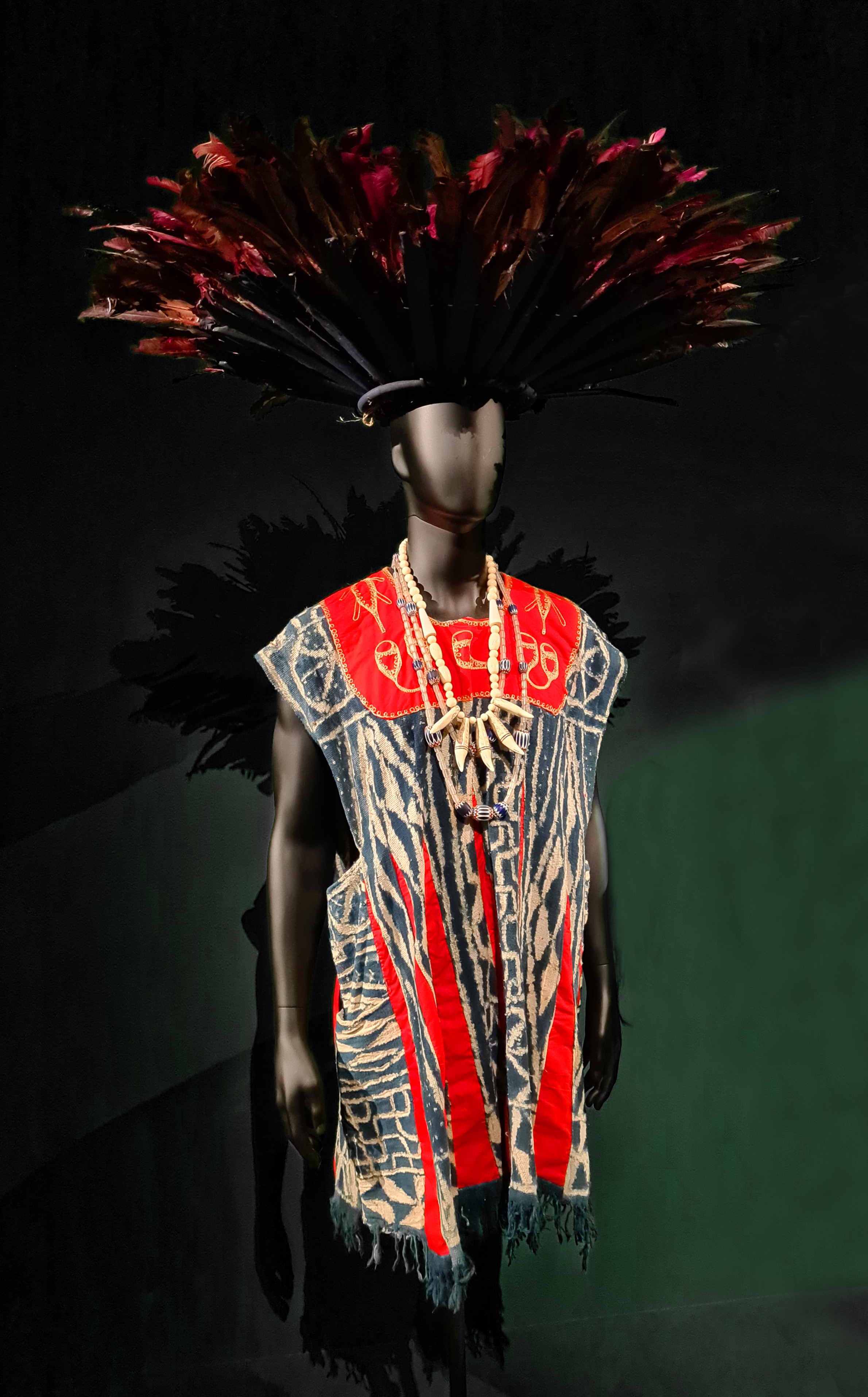
Costume de funérailles masculin.

## Actions de développement
- En 2017, EWB Sweeden avec l'appui d'ISF Cameroun lance l'initiative "Computers for Schools" (Ordinateurs pour les écoles) en faveur des écoles pilotes de Bandja et Tatum[2].

## Personnalités liées à Bandja
- Léon Ngankam, neurochirurgien russe originaire de Bandja.
- Muriel Blanche, actrice camerounaise

### Dynastie

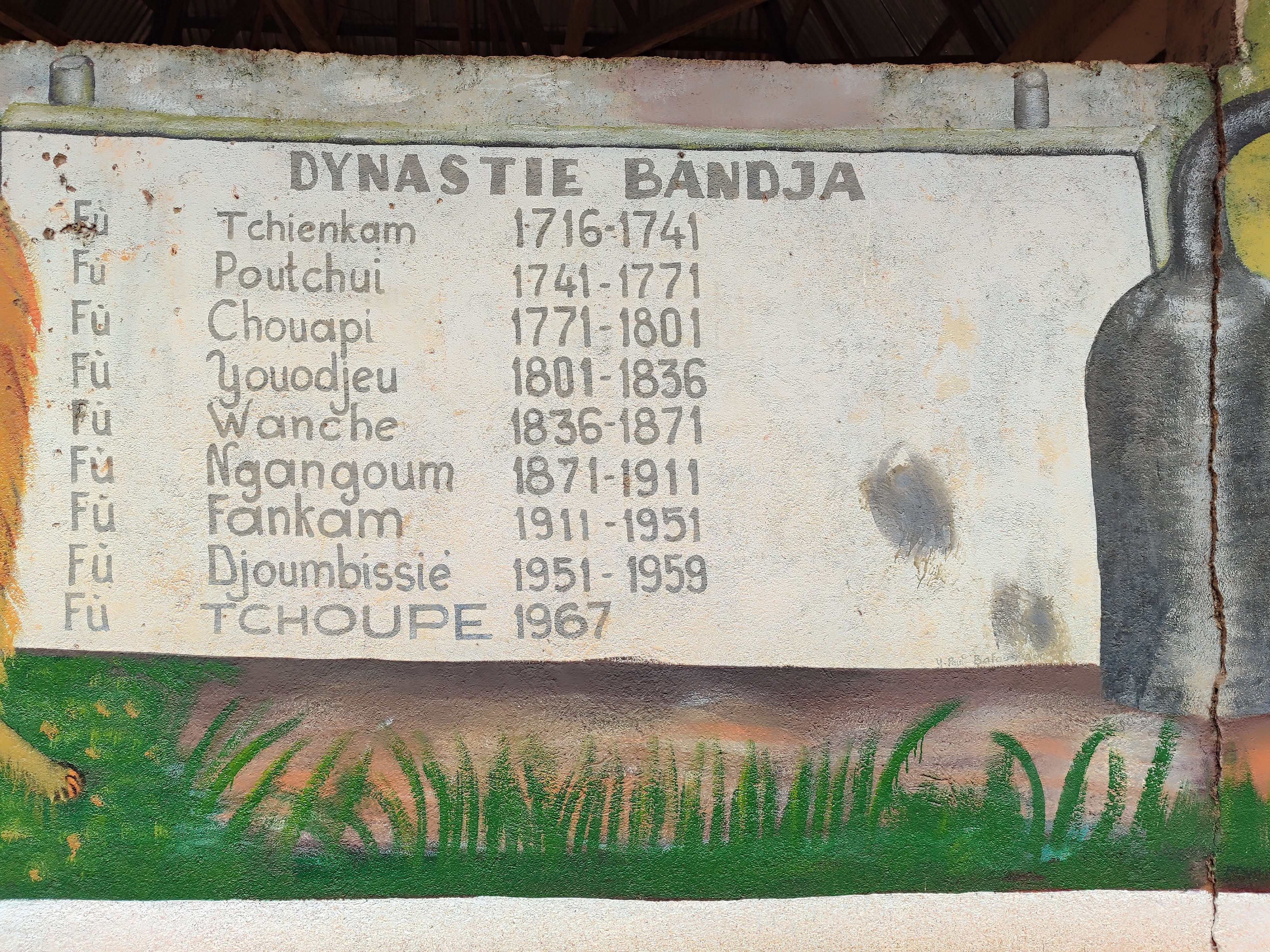
Ce fichier représente le tableau dynastique des Bandja à l'Ouest au Cameroun

| No | Identité        | Période | Période | Durée  | Étiquette |
| No | Identité        | Début   | Fin     | Durée  | Étiquette |
| -- | --------------- | ------- | ------- | ------ | --------- |
| 1  | Tchienkam (d)   | 1716    | 1741    | 25 ans |           |
| 2  | Poutchui (d)    | 1741    | 1771    | 30 ans |           |
| 3  | Chouapi (d)     | 1771    | 1801    | 30 ans |           |
| 4  | Youodjeu (d)    | 1801    | 1836    | 35 ans |           |
| 5  | Wanche (d)      | 1836    | 1871    | 35 ans |           |
| 6  | Nagangoum (d)   | 1871    | 1911    | 40 ans |           |
| 7  | Fankam (d)      | 1911    | 1951    | 40 ans |           |
| 8  | Djoumbissie (d) | 1951    | 1959    | 8 ans  |           |
| 9  | Tchoupe (d)     | 1967    |         |        |           |